# Only You (中村あゆみの曲)
「Only You」（オンリー・ユー）は、中村あゆみの11枚目のシングル。1988年10月にマイカルハミングバードから発売された。
アナログレコードとCDが同時発売となった。規格品番はアナログレコードが7HB-2019、CDが10HD-2019。

## 解説
コーラスアレンジに町支寛二を迎えたロックバラード。

シングルバージョン、アルバムバージョン、ベストアルバムバージョンとコーラスアレンジが3パターン存在する。

初披露は1988年8月31日日本武道館で行われたスペシャルライブ「AYUMI DAY 4th」から。(カップリングの「フェンスの向こうへ」も同様)

「ザ・ベストテン」では週間総合チャートは最高15位。葉書リクエストは9位にランクインした。最高得点は4533点。

## 収録曲
（全作詞:中村あゆみ、編曲:古村敏比古）
1. Only You
作曲:古村敏比古、コーラスアレンジ:町支寛二
2. フェンスの向こうへ
作曲:中村あゆみ

## 収録作品
- Only You
  - BEST COLLECTION HUMMING BIRD YEARS '84-'93
  - KIDS BLUE<Remix Version>
  - HEART of DIAMONDS II<Remix Version>

- フェンスの向こうへ
  - BEST COLLECTION HUMMING BIRD YEARS '84-'93